# Univerzita v Lisabonu
Univerzita v Lisabonu (ULisboa; portugalsky: Universidade de Lisboa) je veřejná výzkumná univerzita v Lisabonu a největší univerzita v Portugalsku. Byla založena v roce 2013 sloučením dvou předchozích veřejných univerzit se sídlem v Lisabonu, bývalé Univerzity v Lisabonu (1911–2013) a Technické univerzity v Lisabonu (1930–2013). Historie Univerzity v Lisabonu sahá až do 13. století.

## Dějiny

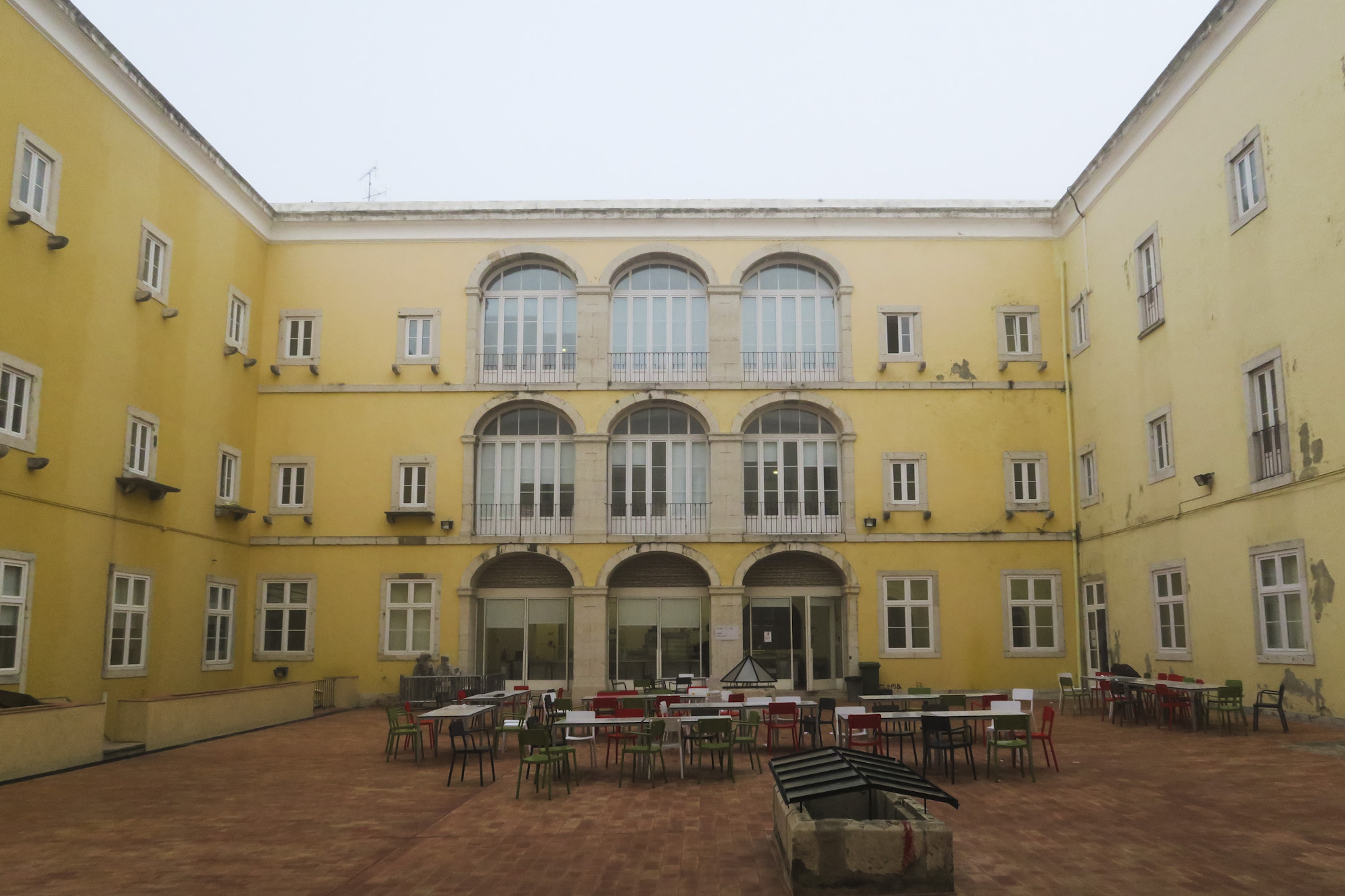
Fakulta výtvarných umění

Univerzita v Coimbře, první portugalská univerzita, byla založena v Lisabonu v letech 1288 až 1290, kdy Dinis I. podepsal Scientiae thesaurus mirabilis, dokument, který uděloval několik privilegií studentům studia generale v Lisabonu, což dokazuje, že k tomuto datu již byla založena.
Současná Univerzita v Lisabonu je výsledkem sloučení dvou bývalých veřejných univerzit v Lisabonu, bývalé Univerzity v Lisabonu založené v roce 1911 a Technické univerzity v Lisabonu založené v roce 1930. 

## Významní studenti nebo profesoři
| - Laureáti Nobelovy ceny - Egas Moniz - Politici - Graça Machelová - Básníci nebo spisovatelé - David Mourão-Ferreira - Fernando Pessoa - Florbela Espancaová - Herberto Hélder - José Rodrigues Miguéis - Lídia Jorgeová - Maria Judite de Carvalhová - Pepetela - Sophia de Mello Breyner Andresenová - Urbano Tavares Rodrigues - Vitorino Nemésio - Vědci - António Damásio - Renata Bastová - Sara Benolielová - Maria do Carmo Fonsecaová - Obchodníci - António de Sommer Champalimaud - Alexandre Soares dos Santos - David Cristina - Soudci - Ana Maria Guerraová Martinsová | - Hlavy státu - Agostinho Neto - Jorge Sampaio - Mário Soares - Pedro Pires - Teófilo Braga - Jorge Carlos Fonseca - Cavaco Silva - Marcelo Rebelo de Sousa - Miguel Trovoada - Předsedové vlád - Afonso Costa - Adelino da Palma Carlos - Francisco Pinto Balsemão - Marcelo Caetano - Diogo Freitas do Amaral - António Costa - Právníci - Isabel de Magalhães Colaçová - Vedoucí představitelé mezinárodních organizací - José Manuel Durão Barroso - Vítor Constâncio - António Guterres - Mário Centeno |

## Žebříčky
Podle Academic Ranking of World Universities 2017, známého také jako Šanghajský žebříček, je Univerzita v Lisabonu na prvním místě v Portugalsku a na 151.–200. (celkově) na světě. V oboru inženýrství/technologie a počítačové vědy je univerzita na celosvětovém žebříčku 51.–75., zatímco v oborech matematika, fyzika a informatika je na 101.–150., 151.–200. a 151.–200.
V žebříčku Times Higher Education World University Rankings (THE) 2017 je Univerzita v Lisabonu považována za největší univerzitu v Portugalsku a je hodnocena 401.–500. (celkově), zatímco v žebříčku QS World University Rankings 2018 je na 305. místě (celkově).